# Ben Barres

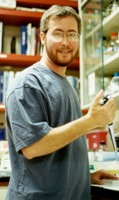
Ben Barres

Ben A. Barres (* 13. September 1954 als Barbara Barres; † 27. Dezember 2017) war ein US-amerikanischer Neurobiologe und Mediziner. Sein Arbeitsgebiet war die Erforschung der Gliazellen des Nervensystems.

## Leben
Nach der Schulzeit in West Orange, New Jersey, studierte Barres Biologie am Massachusetts Institute of Technology, einen medizinischen Abschluss erhielt Barres von Cornell University und den Doktortitel erreichte Barres in Neurobiologie der Harvard University. Nach dem Studiumsende bekam Barres eine Anstellung als Hochschullehrer an der Stanford University, Kalifornien. Zu seinen wissenschaftlichen Entdeckungen gehörten u. a., dass die Gliazellen chemische Faktoren absondern, die das Entstehen neuer Synapsen und den Abbau vorhandener Synapsen fördern, ferner wies er Signalstoffe nach, die die biologische Synthese von Myelin induzieren.
Als trans Mann ließ Barres 1997 eine geschlechtsangleichende Operation vornehmen.
Er starb an den Folgen einer im April 2016 entdeckten Erkrankung an Bauchspeicheldrüsenkrebs.

## Preise und Auszeichnungen
- 1994: Searle Scholar
- 2011: Fellow der American Association for the Advancement of Science[2]
- 2012: Mitglied der American Academy of Arts and Sciences
- 2013: Mitglied der National Academy of Sciences
- 2016: Ralph-W.-Gerard-Preis